# パンカジ・マリク
パンカジ・マリク（Pankaj Mullick、1905年5月10日 - 1978年2月19日）は、インドの作曲家、プレイバックシンガー、俳優。黎明期のベンガル語映画、ヒンディー語映画を中心に活動し、ラビンドラ・サンギートの第一人者としても知られている。

## 生涯

### 生い立ち
1905年5月10日、カルカッタに暮らすモーニモーハンとモノモーヒニ・マリクの息子として生まれる。父モーニモーハンは以前からベンガルの伝統音楽に関心があり、その影響を受けたパンカジ・マリクも幼少期うから音楽に興味を示し、ドゥルガーダース・バーンドパッダエからインドの伝統音楽を学び、成長後はカルカッタ大学のスコティッシュ・チャーチ・カレッジに進学した。
大学卒業後、ラビンドラナート・タゴールの大甥ディネンドラナート・タゴールと知り合い、これ以降ラビンドラナート・タゴールが手掛けた楽曲に関心を抱くようになった。また、ラビンドラナート・タゴールもパンカジ・マリクを気に入り、後に彼はタゴール音楽の第一人者として知られるようになった。

### キャリア

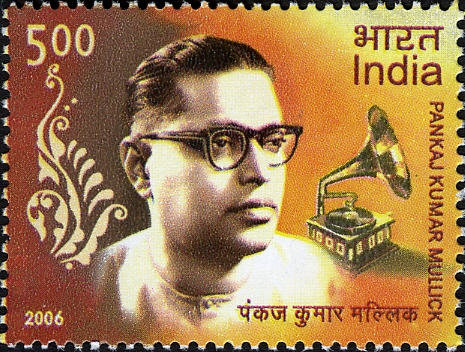
パンカジ・マリクの記念切手

1930年代から1940年代にかけて作曲家として人気を集めた。1926年にタゴールの楽曲「Nemecche Aaj Prothom Badal」のレコーディングを手掛けて音楽家としてのキャリアをスタートさせ、パンカジ・マリクはタゴール音楽の世界で名前を知られるようになった。また、1927年からはラーイチャンド・ボラールと共にカルカッタの公共放送社（インド国営ラジオ放送局の前身）での活動を始め、これ以降50年にわたり同社で音楽活動を続けた。彼は映画音楽の作曲のほかに『Mahishashur Mardini』という番組の音楽も手掛けている。同作はドゥルガーがマヒシャを打ち破った物語を題材にしており、ビレーンドラ・クリシュナ・バードラがナレーションを務めたほか、多くの歌手が参加している。同作は高い人気を集め、現在でもインド国営ラジオ放送局で定期的に放送されている。
パンカジ・マリクは1931年以来、38年の間多くの映画（ベンガル語映画、ヒンディー語映画、ウルドゥー語映画、タミル語映画）の音楽を手掛けた。キャリアを通してK・L・サイガル、S・D・ブルマン、ヘマント・クマール、ギーター・ダット、アシャ・ボスレなど多くの歌手と仕事を共にし、同時に俳優としてK・L・サイガルP・C・ボルア、カナン・デーヴィと共演した。また、ニティン・ボースとムクル・ボース兄弟と共にインド映画にプレイバックシンガーを導入し、自ら作詞・作曲を手掛けた。このほか、インド映画黎明期の映画スタジオであるニュー・シアターズで25年間働き、同スタジオで最も人気を集めた音楽鑑賞の一人となった。

### 死去
1978年2月19日にカルカッタで死去した。2006年8月4日には生誕100周年を記念してインド郵便局から記念切手が発行され、これに先立つ5月10日にはドゥールダルシャンで特別音楽番組が放送された。パンカジ・マリクは1959年にドゥールダルシャンが開局した際の記念式典で、ヴィジャヤンティマーラーが披露したダンスパフォーマンス用の楽曲を手掛けていた。

## フィルモグラフィー
- Chasher Meye（1931年[2][1][8]）
- Yahudi Ki Ladki（1933年[2]）
- Manzil（1936年[2][1]）
- Maya（1936年[2][1]）
- Karodpati（1936年[2][1]）
- Grihadah（1936年）
- デーヴダース（1936年[2][1]）
- Mukti（1937年[2][1]）
- Didi（1937年[2][1]）
- Badi Bahen（1937年）
- Jiban Maran（1938年）
- Dharti Mata（1938年）
- Desher Mati（1938年）
- Abhigyan（1938年）
- Abhagin（1938年）
- Kapal Kundala（1939年[2]）
- Dushman（1939年）
- Badi Didi（1939年）
- Zindagi（1940年[2]）
- Nartaki（1940年[2][1]）
- Doctor（1940年[2]）
- Meenakshi（1942年[2]）
- Dikshul（1943年）
- Kashinath（1943年[2]）
- Meri Bahen（1944年[2]）
- Dui Purush（1945年[2]）
- Ramer Sumati（1947年[2]）
- Pratibad（1948年）
- Manzoor（1949年）
- Rupkatha（1950年）
- Zalzala（1952年）
- Mahaprasthaner Pathey（1952年[2]）
- Yatrik（1952年[2]）
- Chitrangada（1954年）
- Raikamal（1955年[2]）

## 受賞歴
1970年にインド政府からパドマ・シュリー勲章を授与され、1972年にはインド映画界の最高賞であるダーダーサーヘブ・パールケー賞を受賞した。

## 書籍
- Aamar Jug Aamar Gaan (Bengali). Firma KLM Pvt Ltd., Calcutta 1980.